# Biscutella
Biscutella es un género de plantas perteneciente a la familia Brassicaceae.

## Descripción
Son hierbas anuales o perennes, rara vez subfrutescentes, vilosas, hirsutas o tomentosas, con pelos simples. Hojas enteras, dentadas, sinuado dentadas o incluso lirado-pinnatífidas, provistas de células mirosínicas en su nerviación. Racimos a veces paniculados, terminales, ebracteados. Sépalos erectos o erecto-patentes. Pétalos atenuados en una uña corta indiferenciada o con uña larga, amarillos. Estambres a veces con los filamentos alados. Nectarios claviformes o cilíndricos; 4 medianos y 2 laterales. Silículas dídimas, notablemente comprimidas, indehiscentes, sobre un corto ginóforo; valvas suborbiculares, glabras, con pelos claviformes, o más raramente ciliadas; estilo largo; estigma subbilobado, capitado. Semillas, una por cavidad, ápteras.
Generalmente las plantas de este género tienen las flores de color amarillo claro. El fruto está formado por dos mitades planas y redondeadas, de forma que el conjunto recuerda unas pequeñas gafas u ojos. De ahí el nombre popular de "lentes", "gafitas", "hierba de las gafas" o, desde tiempos más antiguos, el nombre de "hierba de Santa Lucía" que reciben algunas especies.

## Taxonomía
El género fue descrito por Carlos Linneo y publicado en Species Plantarum,vol. 2, p. 652 en 1753. La especie tipo es: Biscutella didyma L. 
Etimología
Biscutella: nombre genérico que deriva del Latín bi = «doble» y scutella     = «pequeña copa».

## Especies
Se indican únicamente las especies de la península ibérica y Baleares.
- Biscutella auriculata  L.
- Biscutella baetica Boiss. & Reut.
- Biscutella bilbitana Mateo & Crespo
- Biscutella cichoriifolia Loisel.
- Biscutella conquensis Mateo & M.B.Crespo
- Biscutella dufourii Mateo & M.B.Crespo
- Biscutella ebusitana Rosselló, N.Torres & L.Sáez
- Biscutella fontqueri Guinea & Heywood
- Biscutella frutescens Coss.
- Biscutella glacialis (Boiss. & Reut.) Jord.
- Biscutella hozensis Mateo & M.B.Crespo
- Biscutella laevigata L.
- Biscutella lyrata L.
- Biscutella segurae Mateo & M.B.Crespo
- Biscutella sempervirens L.
- Biscutella valentina (Loefl. ex L.) Heywood